# لويس وولهايم
لويس وولهايم (بالإنجليزية: Louis Wolheim)‏ هو ممثل أمريكي، ولد في 28 مارس 1880 بنيويورك في الولايات المتحدة، وتوفي في 18 فبراير 1931 بلوس أنجلوس في الولايات المتحدة بسبب سرطان المعدة.

## أعمال

### أفلام
- (1927) فارسان عربيان
- (1928) الجلبة
- (1928) العاصفة
- (1930) كل شيء هادىء على الجبهة الغربية[4]

## وصلات خارجية
- لويس وولهايم على موقع IMDb (الإنجليزية)
- لويس وولهايم على موقع ألو سيني (الفرنسية)
- لويس وولهايم على موقع أول موفي (الإنجليزية)
- لويس وولهايم على موقع قاعدة بيانات برودواي على الإنترنت (الإنجليزية)
- لويس وولهايم على موقع قاعدة بيانات برودواي على الإنترنت (الإنجليزية)
- لويس وولهايم على موقع قاعدة بيانات الأفلام السويدية (السويدية)
- لويس وولهايم على موقع قاعدة بيانات الفيلم (الإنجليزية)
- لويس وولهايم على موقع كينوبويسك (الروسية)